# Упала језика
Упала језика или глоситис представља запаљење слузокоже језика. Може да настане због надражаја који производе кариозни зуби, протезе, материјали који се користе за израду протеза, затим као резултат нежељених ефеката појединих лекова, као и услед алергије на храну или средства за одржавање хигијене усне дупље. Јавља се и код недостатка рибофлавина, услед деловања никотинске киселине, код пернициозне анемије, шећерне болести, цирозе јетре и неких других општих обољења.

## Клиничка слика
На језику постоји мала зона површинске ерозије са запаљењем у непосредној околини. Ако постоји алергијски едем, језик је задебљан и отечен. Болесник се жали на бол, печење, поремећај чула укуса и отежано узимање хране. Код алергијског глоситиса сметње настају брзо и манифестују се напетошћу и отежаним покретањем језика. Код пернициозне анемије јавља се бледило усана и слузокоже усне дупље, док је језик црвен и гладак.

## Дијагноза и лечење
Дијагноза се поставља на основу анамнезе, клиничке слике и орофарингоскопије.
Да би се настале промене ублажиле потребно је уклонити могуће узроке, уз примену антиалергијског или симптоматског лечења (антибиотици, дезинфекција).